# Bibliothèque nationale d'Écosse
 (juillet 2020).
Si vous disposez d'ouvrages ou d'articles de référence ou si vous connaissez des sites web de qualité traitant du thème abordé ici, merci de compléter l'article en donnant les références utiles à sa vérifiabilité et en les liant à la section « Notes et références ».
La Bibliothèque nationale d'Écosse (en anglais : National Library of Scotland ; en gaélique écossais : Leabharlann Nàiseanta na h-Alba ; en scots : Naitional Leebrar o Scotland) est la bibliothèque de dépôt légal pour l'Écosse et est une des plus importantes bibliothèques de recherche en Europe. Elle est aussi la plus grande bibliothèque d’Écosse. Sa mission est de bonifier la réputation de l’Écosse à l’international en contribuant aux connaissances globales et à la mémoire du monde.
Elle est située dans un ensemble de bâtiments dans le centre d'Édimbourg. Le siège se trouve sur le pont George IV, entre la Old Town (« vieille ville ») et le quartier de l'Université. Il existe également un bâtiment moderne (des années 1980) dans une zone résidentielle des quartiers sud de la ville, sur Causewayside, construite pour accueillir quelques collections spécialisées (cartes, bibliothèque de science), et qui offre un plus grande capacité de stockage.
En 2016, une collaboration entre Glasgow Life, l’université de Glasgow et la Bibliothèque nationale d’Écosse a vu naitre une nouvelle branche de la bibliothèque dans le bâtiment historique Kelvin Hall, à Glasgow. Dans ce bâtiment, on retrouve, entre autres, la « Moving Image Archive », qui compte plus de 46 000 films amateurs et professionnels racontant la vie en Écosse des années 1890 à aujourd’hui.
La bibliothèque nationale d’Écosse est une mine de renseignements très importante sur l’histoire et la culture de l’Écosse, comptant plus de 34 millions de documents physiques et numériques. On compte parmi ces documents sept millions de manuscrits, environ deux millions de cartes historiques ainsi que 25,000 journaux et magazines. La bibliothèque nationale d’Écosse compte dans sa collection la dernière lettre de Marie Stuart, écrite seulement quelques heures avant son exécution, une des vingt-et-une copies complétées de la Bible de Gutenberg ainsi qu’une copie du premier folio de William Shakespeare datant de plus de 400 ans.  

## Histoire
Avant 1925, la bibliothèque nationale de dépôt était à l'Advocates Library, longeant la faculté des avocats. Celle-ci fut ouverte en 1689 et gagna son statut de bibliothèque nationale lors du Copyright Act de 1710. Pendant les siècles suivants, la bibliothèque ajouta des livres et des manuscrits à la collection grâce à des achats et au dépôt légal, créant une bibliothèque nationale à qui il ne manquait plus que le nom.
Dans les années 1920, l'entretien d'une telle collection fut trop important pour une institution privée. Ainsi, le contenu de la bibliothèque fut offert à la nation, avec une dotation de 100 000 livres sterling de la part de Sir Alexander Grant of Forres. La Bibliothèque nationale d'Écosse fut officiellement constituée par un acte du parlement en 1925.
Sir Alexander Grant donna à nouveau 100 000 livres sterling, ce qui porte le montant de ses donations combinées à l'équivalent de six millions de livres sterling au début du XXIe siècle. Ces dons servirent à la construction d'un nouveau bâtiment sur George IV Bridge.
Les travaux pour le nouveau bâtiment commencèrent en 1938, interrompus par la Seconde Guerre mondiale, et complétés en 1956. Dans les années 1970, la place nécessaire pour héberger la collection toujours grandissante commença à manquer. Le bâtiment de Causewayside ouvrit dans le sud de la ville en deux temps, en 1986 et 1995, pour un coût total de presque 50 millions de livres sterling.
Depuis 1999, la bibliothèque est financée par le Parlement écossais. Elle reste un des six dépôts légaux du Royaume-Uni et d'Irlande.
Plus récemment, en 2013, un projet pilote a été instauré à la Bibliothèque nationale d’Écosse. Il s’agit d’un partenariat avec Wikimédia qui a pour but de faciliter l’apprentissage de l’histoire de l’Écosse à l’international, en bonifiant ou en ajoutant des articles sur Wikipédia traitant de divers sujets en lien avec l’Écosse. Pour ce faire, un wikipédien a été employé à la bibliothèque et travail de biais avec les employés et les membres du public, afin de créer ou modifier des articles Wikipédia sur l’Écosse. 

## Collections
Plusieurs collections importantes sont retrouvées dans la bibliothèque nationale d’Écosse. Les documents, de natures variées, sont obtenus de diverses manières. Il y a notamment l’acquisition par achat, don ou échange, ainsi que par le dépôt légal. La Bibliothèque nationale d’Écosse travaille sur un projet de numérisation impliquant de rendre disponible au moins un tiers de ses collections sur internet. Ce projet, s’étalant sur une période de dix ans, devrait prendre fin en 2025. L'objectif de ce projet est de promouvoir et de faciliter la recherche informatique, de maximiser l’utilisation de la collection de la bibliothèque ainsi que de diffuser la culture écossaise, tant en Écosse qu’à l’étranger. 
Voici quelques collections se retrouvant à la Bibliothèque nationale d’Écosse :  

### La collection cartographique
Il y a une importante collection cartographique dans le bâtiment de la bibliothèque sur Causewayside. Dans cette collection se retrouvent environ 2 millions de cartes géographiques, des index géographiques, et des ouvrages de référence ainsi que des périodiques cartographiques. Les archives Bartholomew comptent parmi une des plus grandes collections se retrouvant dans les collections cartographiques. Cette collection émane de la société John Bartholomew & Son ltée, qui était spécialisée dans la cartographie. 

### Les Archives John Murray
Les archives John Murray sont une des collections les plus importantes de la Bibliothèque nationale d’Écosse. Cette collection renferme plus d’un million d'articles, dont des registres, des lettres, des manuscrits, des journaux de voyage, des photographies et des illustrations, ayant été acquis par la maison d'édition John Murray lors de ses 234 années d'activité. La maison d’édition, qui a été fondée en 1768, a publié des œuvres d’écrivains de renommée, tels que Lord Byron, Mary Shelley et Charles Darwin. C’est en 2006 que la bibliothèque fait l'acquisition de la collection. 

### La collection de musique
Une importante collection de musique est retrouvée à la bibliothèque. Plus de 250000 partitions de musique s’y retrouvent. La plupart de ces partitions ont été obtenues par dépôt légal. S'y retrouvent également des collections privées, dont celles de John Glen, celle d'Alexander Wood Inglis et celle de John Murdoch Hend, obtenues respectivement en 1927, 1929 et 1973. John Glen, qui provenait d’une importante famille de fabricants de cornemuses, avait acquis un nombre important de livres de musiques écossais provenant du 18e et 19e siècle au cours de sa vie. Il est possible de retrouver ces ouvrages dans sa collection à la bibliothèque. D’autres textes musicaux traditionnels écossais sont retrouvés dans la collection d’Alexander Wood Inglis. La dernière collection, celle de John Murdoch Hend, un professeur ayant étudié le violon écossais tout au long de sa carrière, comprend des compositions d’artistes écossais, des livres ainsi que des manuscrits portant sur la musique traditionnelle écossaise. 

### La collectionThe India Papers:
Une large collection de la Bibliothèque nationale d’Écosse est une collection de documents digitalisés retraçant la colonisation de l’Inde, par le Royaume-Uni. Les documents datant des années 1750 jusqu’aux années 1940 comptent des papiers d’administrateurs anglais, de soldats, d’hommes d’affaires, de missionnaires et de voyageurs. On y compte également un plus petit nombre de manuscrits indiens ainsi que des dessins et des peintures. Plusieurs sujets y sont abordés, tels que l’agriculture,  le voyage, l’exploration, les sports, la colonisation ainsi que le fonctionnement de la compagnie britannique des Indes orientales. 